# Horní Lochov
Horní Lochov je vesnice, část obce Holín v okrese Jičín. Nachází se asi 2 km na severozápad od Holína. V roce 2009 zde bylo evidováno 57 adres. V roce 2001 zde trvale žilo 55 obyvatel.
Horní Lochov je také název katastrálního území o rozloze 3,31 km2.

## Pamětihodnosti
- Přírodní rezervace Prachovské skály
- pomníky padlým v bitvě u Jičína